# Kîkova, Novohrad-Volînskîi
Kîkova (în ucraineană Кикова) este localitatea de reședință a comunei Kîkova din raionul Novohrad-Volînskîi, regiunea Jîtomîr, Ucraina.

## Demografie
Componența lingvistică a localității Kîkova
     Ucraineană (99,02%)
     Alte limbi (0,9%)
Conform recensământului din 2001, majoritatea populației localității Kîkova era vorbitoare de ucraineană (99,02%), existând în minoritate și vorbitori de alte limbi.